# 대한민국의 라이브 클럽
대한민국에서 클럽(영어: club)은 록이나 재즈 등의 라이브 또는 DJ공연 및 그 외 이벤트 등을 행할 수 있는 비교적 소규모의 공연장이다.

## 개요
1980년대 까지는 공연장 외에는 나이트클럽에서만 공연을 했기 때문에 일반인들은 고급업소인 나이트클럽의 이용가격이 부담스러워서 접근하기가 힘들었다.
한국은 1980년 중반부에 들어서며 눈부신 경제성장과 더불어 대중들의 눈높이에 맞춰 서양의 음악이 본격적으로 소개되기 시작하면서 대중문화의 발전이 본격화되었다. 1980년대 말들어 신촌의 일부 까페, 호프, 레스토랑에서 악기 등을 설치하여 인디가수들이 연주하는 식의 공연이 시작되었다. 이들 인디예술인들이 대중에게 점차 알려지며, 들국화, 시나위, 부활, 백두산 등 1세대 유명 언더그라운드 밴드들이 등장하면서 라이브클럽(까페) 붐이 시작되었다. 이후 신촌일대는 1990년대를 거치면서 경제발전과 함께 젊은이들의 메카로 자리잡으며 임대료가 급상승하여 신촌일대에 자리잡았던 라이브클럽(까페)은 당시 상업화되지 않아 임대료가 저렴했던 홍대 인근으로 영업장을 옮겨야 했고 현재까지 홍대에서 명맥을 유지하고 있으며 다른 문화예술계도 현장소통형 관람문화인 라이브클럽에서 영향을 받아 코미디클럽, 전통예술클럽 등으로 다양하게 공연클럽들이 등장하였다.

## 공연클럽의 특성

### 1. 공연클럽과공연장
라이브클럽은 주로 록밴드나 다양한 음악을 연주하는 밴드 및 가수들이 공연을 하고 관객들이 관람하는 장소이며, DJ공연클럽은 주로 DJ나 랩퍼들이 공연을 하고 관객들이 관람하는 장소인 점을 볼 때. "공연장"과 겹치지만, 라이브 클럽과 DJ공연클럽은 영업장에서 조리하지 않는 간단한 음식과 주류, 음료수를 셀프형태로 판매하여 수익을 창출한다는 점에서 차이가 있다.

### 2. 공연클럽과나이트클럽
나이트클럽이 공연을 위한 무대와 DJ부스를 설치하여 공연을 하는 점에서 라이브클럽이나 DJ공연클럽과 유사하나 라이브클럽과 DJ공연클럽은 입장 후 공연관람 외에 술 또는 음료도 셀프형태로 판매하는 등 아무런 서비스를 제공하지 않는 대신 저가로 이용가능한 반면 나이트클럽은 음식을 조리하여 판매하며 지정웨이터가 음식서빙과 함께 부킹서비스를 제공하여 고가로 이용한다는 점에서 구분된다. 감성(주점)클럽은 나이트클럽과 유사하지만 이용단가가 낮고 부킹서비스를 제공하지 않는 점에서 구분된다.
최근 이태원, 강남 등의 나이트클럽의 영업이 어려워지자 홍대 라이브클럽, DJ공연클럽을 모방한 영업형태(이하 “강남형클럽”이라 한다)가 나타나기 시작하였다. 이러한 강남형클럽은 홍대공연클럽을 모방하였지만 이용가격이 상당히 고가인 반면, 웨이터(또는 MD)가 서비스를 제공하고, 부킹을 알선해 주는 등 나이트클럽의 특성을 그대로 가지고 있다.
최근 사회적으로 문제를 일으킨 아레나, 버닝썬은 이러한 나이트클럽의 영업형태를 띠고 있다.

## 공연클럽의 합법화
이러한 형태의 라이브클럽, DJ공연클럽, 코미디클럽, 전통공연클럽 등 공연클럽은 1999년 11월 13일 식품위생법 시행령이 개정되기 전까지는 불법영업이었다. 이유는 법 개정전 “가수”, “DJ", "코미디언”, “악사” 등 문화예술인이 모두 유흥접객원으로 분류되어 있었고, 유흥접객원을 고용 및 출연시키기 위해서는 유흥주점(나이트클럽, 캬바레, 스텐드빠, 룸싸롱)으로 허가를 받아야 했기 때문이다. 따라서 이들 공연클럽은 불법영업을 한다고 비난을 받으며 많은 단속을 당해야 했다.
물론, 유흥주점으로 허가를 내면 될 것으로 생각할 수 있다. 하지만 당시에는 유흥주점 신규허가가 제한되어 받을 수가 없었고, 유일한 방법은 영업 중인 유흥주점을 인수하는 방법인데 당시에도 유흥주점의 권리금은 빌딩 몇 채 정도 수준으로 형성되어 있어 재정이 부족한 밴드들이 인수하기는 불가능하였다. 또, 어렵게 투자를 받아 유흥주점을 인수하였다고 하더라도 라이브클럽의 운영목적은 저렴하게 술 또는 음료를 마시며 공연을 관람하게 하는 것인데 당시 유흥주점은 사치성 서비스업에 해당되어 소비자에게 부가가치세 10% 외에 26%의 특별소비세(현재는 개별소비세 13%)를 부담하게 하여 국가에 납부해야할 의무사업자기 때문에 이용요금을 고가로 책정할 수 밖에 없는 상황이라 저렴한 가격책정은 불가능하였다.
이러한 이유로 당시 공연클럽 운영자는 식품위생법위반으로 전과자가 될 수 밖에 없는 처지였는데 1999년 11월 식품위생법 개정으로 “가수”, “DJ", "코미디언”, “악사” 등 문화예술인이 유흥접객원에서 제외되면서 대중음식점(지금의 일반음식점)에서도 공연을 관람할 수 있게 되었다. 사실 이러한 법개정 뒤에는 많은 문화예술인의 노력이 있었다. 1995년경부터 코미디계의 대부 고 김형곤선생님이 코미디클럽을 운영하였고, 전통문화예술계의 명인 김운태 선생이 대학로에서 두레극장이라는 공연클럽을 운영을 하였는데 이들 공연클럽은 방송국과 공연장에 서지 못하는 실력있는 무명문화예술인을 선보이며 많은 스타예술인을 배출하다가 1998년 무허가 유흥주점영업으로 사법당국에 단속을 당하고, 국세청으로부터 특별소비세 30억을 부과당하며 폐업을 하는 사건이 발생하였다. 이에 문화예술계는 문화예술인을 유흥접객원으로 취급하는 것에 대해 부당함을 호소하여, 1999년 11월 13일 식품위생법이 개정되었으며 이후 술 또는 음료를 판매하며 공연을 관람하게 하는 영업이 합법화되었다.

## 공연클럽의 문제점
2007년 이후 다시 음악을 관람하는 공연클럽이 논란이 되기 시작하였는데 이번에는 춤이 문제가 되었다. 2007년 이전에는 대다수 공연들이 지정좌석에 앉아서 관람하다가 서양에서 스탠딩공연문화 들어오면서 대다수 라이브클럽과 DJ공연클럽이 스탠딩형태로 관람하는 형태로 바뀌면서 관객들이 공연자의 연주에 호응하며 춤을 추었기 때문이다. 현행법상 술과 안주를 팔면서 공연을 하고, 손님이 춤을 추는 경우 유흥주점허가를 받아야 한다. 이러한 상황에서 일부 라이브클럽과 DJ공연클럽은 주방을 철거하고, 주류자판기를 설치하여 식품위생법 제한에서 빠져나가는 식으로 대처하였으나 이와 같이 많은 제약과 제한으로 경영상태가 악와되면서 많은 라이브클럽과 DJ공연클럽이 폐업하게 되었다.
이러한 병폐가 반복되자 마포구청에서는 많은 예술인 양성과 지역문화·경제활성화, 외국인관광자원개발 등을 위한 목적으로 홍대 라이브클럽과 DJ공연클럽을 문화명소로 지정하였고, 제도적 문제점을 보완하고자 2015년 ‘객석에서 춤추는 행위가 허용되는 일반음식점 운영에 관한 조례’를 마련해 일반음식점으로 등록한 일부 공연클럽을 춤허용업소로 지정하였다. 하지만 춤 허용업소는 자기 앉은 자리에서 춤을 추는 정도만 허용하고 있어 손님들이 테이블을 치우고 춤을 추는 경우 여전히 불법이다. 공연클럽운영자들은 음식을 조리하지 않고, 셀프형태로 술 또는 음료정도를 판매하며 공연을 관람하게 하는 영업장에서 손님들이 공연을 관람하며 단지 춤을 춘다는 이유로 유흥주점으로 판단하는 것은 부당하다고 목소리를 높이고 있다.
공연만을 목적으로 하는 유명한 클럽으로는 사운드 홀릭, DGBD, 에반스, 재머스, F.F., 롤링홀 등이 있다.

## 같이 보기
- 라이브 하우스